# Jean Henri Joseph Dupotet
Jean Henri Joseph Dupotet, né à Chaugey le 17 décembre 1777 et mort à Paris le 9 janvier 1852, est un vice-amiral français, héros de la bataille de Trafalgar.

## Biographie

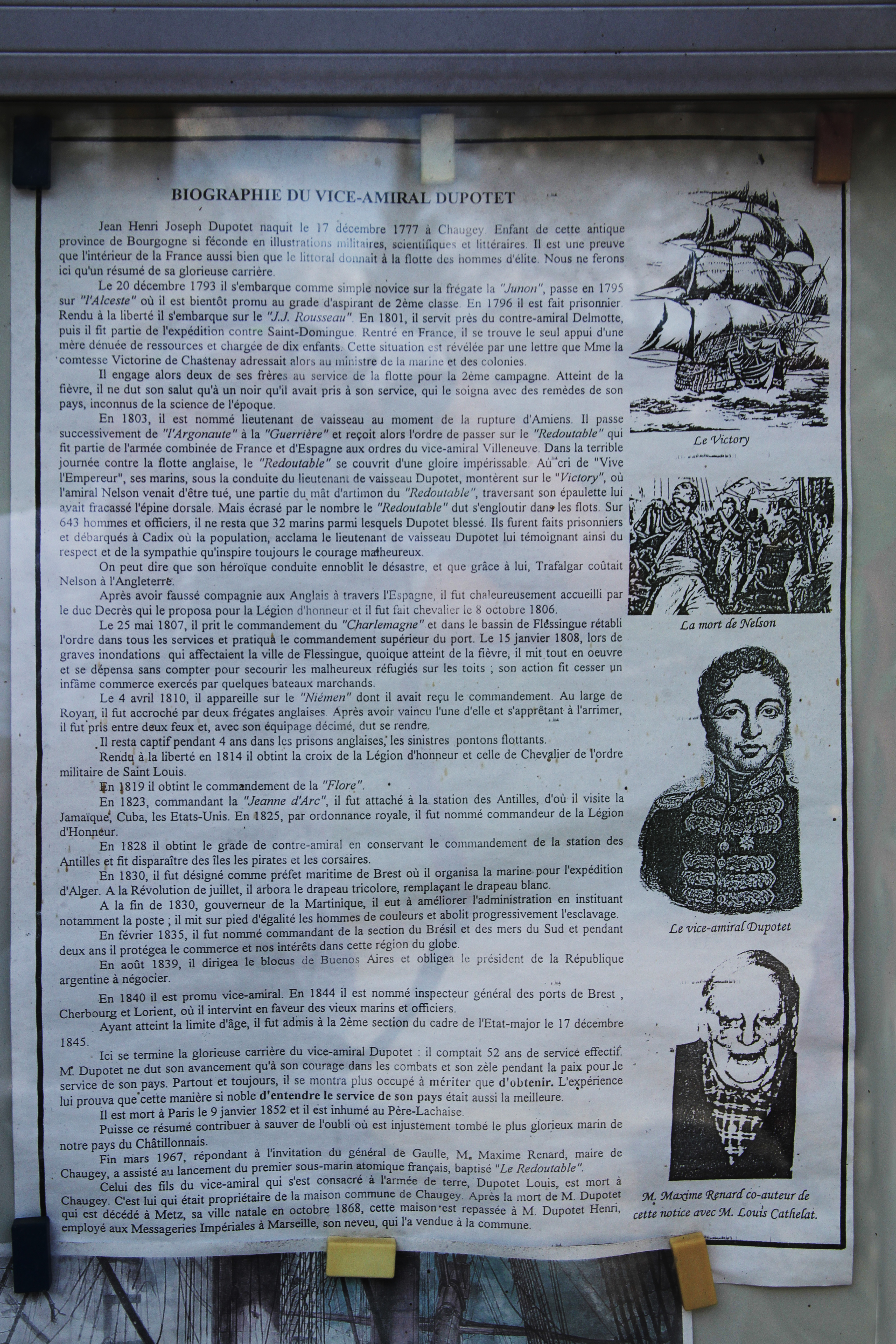
Biographie du vice-amiral Dupotet présentée sur sa maison natale à Chaugey.

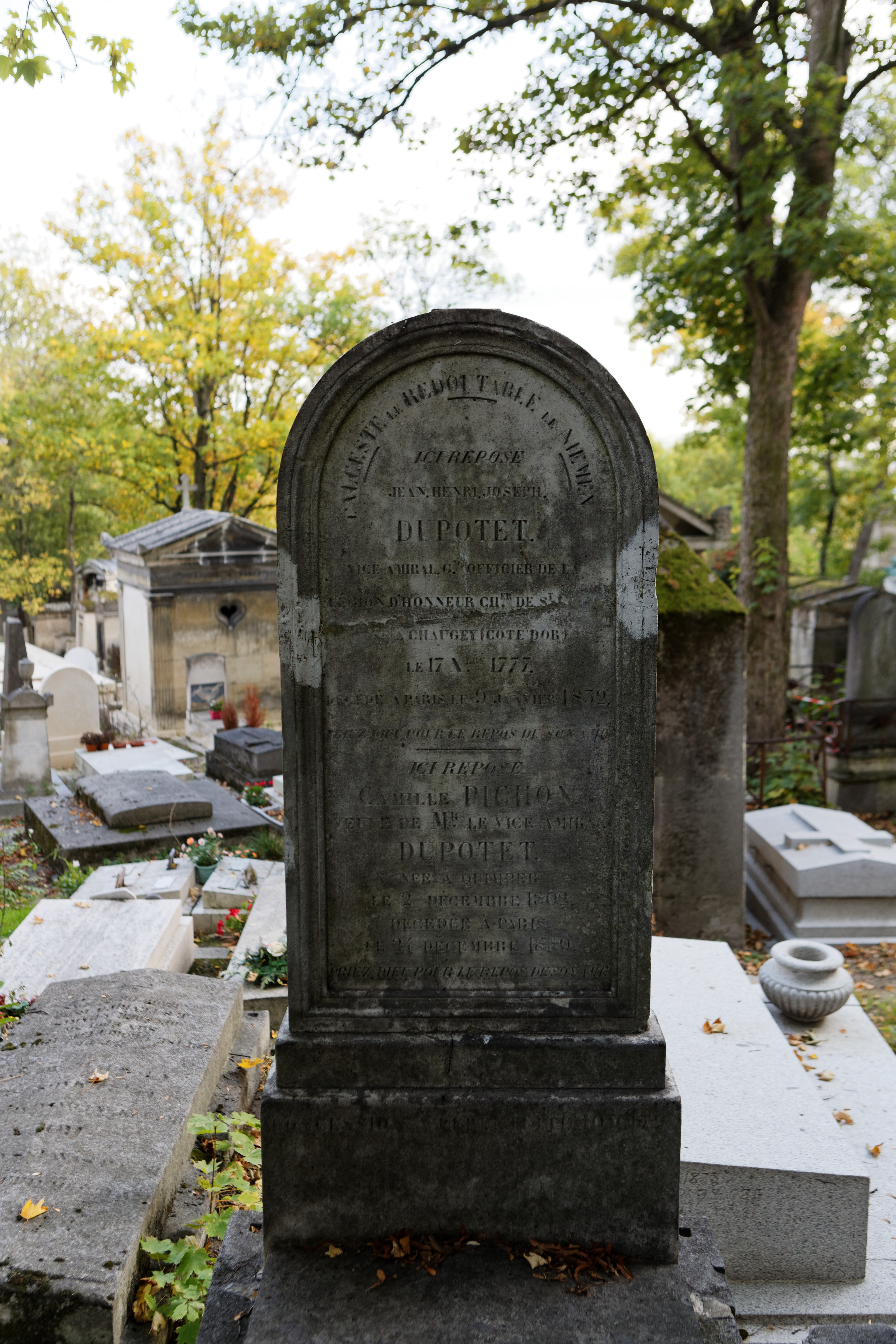
Tombe au cimetière du Père-Lachaise.

Il voulut d'abord servir dans l'armée de terre et se fit recevoir à l'École militaire ; mais celle-ci ayant été supprimée à la Révolution, Dupotet s'embarqua, comme simple novice, à bord de la frégate la Junon, passa comme timonier sur l’Alceste, et se fit remarquer, en 1795, au combat des îles d'Hyères, où il conquit le grade d'aspirant de seconde classe. L'année suivante, il fut fait prisonnier avec la corvette l’Unité, au mouillage de Bône ; mais, rendu bientôt après à la liberté, il s'embarqua, comme aspirant de première classe, sur le Jean-Jacques-Rousseau, de la division du contre-amiral Villeneuve, fit partie, en 1799, comme enseigne de vaisseau, de l'état-major de l'amiral Bruix, et prit part, en cette qualité, à la belle campagne de la Méditerranée. Il servit ensuite sous le contre-amiral Delmotte, s'embarqua sur le Scipion et rejoignit, près de Samana, la flotte du vice-amiral Villaret-Joyeuse. Arrivé au cap Français, le Scipion trouva la colonie mise à feu et à sang par les noirs révoltés et dut forcément se borner à recueillir les colons échappés au massacre.
Dupotet fit une seconde campagne à Saint-Domingue, sur l’Argonaute ; il y tomba malade de la fièvre jaune et ne dut la vie qu'aux soins d'un noir, ancien cuisinier de Toussaint Louverture, qu'il avait pris à son service pour le soustraire à la mort. Nommé lieutenant de vaisseau en 1803, il déploya sur le Redoutable la plus remarquable valeur, à la funeste bataille de Trafalgar (21 octobre 1805). Nelson étant tombé blessé à mort sur son banc de quart, Dupotet voulut profiter de la consternation qui se répandit alors parmi les Anglais, pour enlever à l'abordage le Victory ; mais deux autres vaisseaux anglais vinrent au secours de celui-ci, et le Redoutable, criblé de mitraille, fut tellement maltraité qu'il s'abîma pendant la nuit dans les flots. Parmi les 643 hommes qui le montaient, 169 seulement furent sauvés, et, parmi eux, Dupotet, qui avait été atteint d'une balle au genou. À la suite de cette journée, il fut attaché en qualité d'aide de camp à la personne du duc Decrès, ministre de la marine, puis promu au grade de capitaine de frégate et nommé chevalier de la Légion d'honneur. Il fut ensuite envoyé à Flessingue, où il exerça successivement les fonctions de chef militaire chargé des mouvements et de commandant supérieur avec sept vaisseaux sous ses ordres. Le 16 janvier 1808, il sauva la ville de Flessingue d'une inondation effrayante, grâce à son énergie et au concours empressé de ses marins.
Revenu en France en 1809, il se couvrit de gloire en livrant un combat aux Anglais à embouchure de la Gironde. Sorti de cette rivière avec le Niémen, frégate de 44 canons construite à Bordeaux, et dont il avait fait lui-même l'armement, il rencontra une frégate anglaise de 48 canons, nommée Amethyst, qu'il força d'amener son pavillon, après six heures et demie d'une action des plus sanglantes ; mais, au moment où il allait amariner sa prise, une autre frégate anglaise, l’Arethusa, de 48 canons, arriva sur le champ de bataille, et l’Amethyst en profita pour recommencer le feu. Malgré l'inégalité de la lutte, le Niémen se défendit avec la plus rare énergie jusqu'au lendemain matin, et ne se rendit qu'à la dernière extrémité, après la plus vive et la plus honorable résistance. Le brave Dupotet resta cinq ans prisonnier en Angleterre, et dans l'intervalle fut promu capitaine de vaisseau, en 1811.
Sous la Restauration, Dupotet, nommé officier de la Légion d'honneur et chevalier de Saint-Louis, fit sur la Flore, en 1818, une croisière dans la Méditerranée, devint en capitaine de pavillon et chef d'état-major du contre-amiral Duperré, commandant de la station des Antilles, auquel il succéda plus tard, d'abord comme commandant provisoire de cette station, puis, en 1828, comme commandant définitif. Il fut nommé en même temps contre-amiral. Porté à la préfecture maritime de Brest en 1830, il y organisa l'expédition d'Alger, devint peu après gouverneur de la Martinique et y réprima des insurrections provoquées par la révolution nouvelle. Dupotet fut ensuite fait grand officier de la Légion d'honneur et entra au conseil de l'amirauté. En 1835, il alla commander la station du Brésil et de la mer du Sud, fut chargé du blocus des côtes argentines en 1838 et promu au grade de vice-amiral en 1841. Quatre ans plus tard, en 1845, il fut admis dans le cadre de réserve, après 52 ans de service.
Il est enterré au cimetière du Père-Lachaise (39e division, 9e ligne, M, 31).